# Dystrykt Kpaai
Dystrykt Kpaai – dystrykt w hrabstwie Bong, w środkowej części Liberii. 
Położony jest 190 km na wschód od stolicy kraju – Monrovii. 

## Demografia
Według spisu ludności z 2008 roku jednostka liczyła sobie 25 127 mieszkańców. Natomiast według spisu ludności przeprowadzonego w 2022 roku, dystrykt ma populację liczącą 29 806 mieszkańców, co czyni go  siódmym co do wielkości zaludnienia dystryktem w hrabstwie.
Dane z 2008:
| Opis      | Ogółem | Ogółem | Mężczyźni | Mężczyźni | Kobiety | Kobiety |
| --------- | ------ | ------ | --------- | --------- | ------- | ------- |
| Jednostka | osób   | %      | osób      | %         | osób    | %       |
| Populacja | 25 127 | 100    | 12 461    | 49,6      | 12 666  | 50,4    |

Dane z 2022:
| Opis      | Ogółem | Ogółem | Mężczyźni | Mężczyźni | Kobiety | Kobiety |
| --------- | ------ | ------ | --------- | --------- | ------- | ------- |
| Jednostka | osób   | %      | osób      | %         | osób    | %       |
| Populacja | 29 806 | 100    | 15 177    | 50,9      | 14 629  | 49,1    |

## Sąsiednie dystrykty
Boinsen, Jorquelleh, Meinpea-Mahn, Panta, Yarwein-Mehnsohnneh